# Vous trouvez ça normal ?!
Vous trouvez ça normal était une émission de télévision présentée par Bruce Toussaint et diffusée sur France 2 le vendredi à 22 h 30 à partir du 14 septembre 2012. Les mauvaises audiences ainsi que le manque d'originalité et de préparation selon les critiques médias, entraînent l'arrêt de l'émission, diffusée pour la dernière fois le 21 décembre 2012.

## Les chroniqueurs
Pour animer et débattre de l'actualité, des sociétaires sont présents autour de la table, parmi eux :
- Clémentine Autain (septembre-décembre 2012)
- Philippe Tesson (septembre-décembre 2012)
- Guy Birenbaum (septembre-décembre 2012)
- Muriel Cousin (septembre-octobre 2012)
- Marie Colmant (septembre-novembre 2012)
- Luc Ferry (septembre 2012)
- Joël Dupuch (septembre 2012)
- Rokhaya Diallo (septembre-octobre 2012)
- Amelle Chahbi (septembre 2012)
- Anna Cabana (octobre 2012)

D'autres personnes interviennent dans l'émission : 
- Matthieu Noël (septembre-décembre 2012)
- Les Airnadette (septembre 2012)
- Le dessinateur Jul (septembre-décembre 2012)